# ヘルマン・キュンネ (駆逐艦)
Z19 ヘルマン・キュンネ (Z19 Hermann Künne) はドイツ海軍の駆逐艦。1936型。

## 艦歴
1936年10月5日起工。1937年12月22日進水。1939年1月12日就役。
第二次世界大戦開戦後、イギリス沿岸への機雷敷設などに従事した。
1940年4月、ノルウェー侵攻作戦に参加、ナルヴィクの攻略に向かう。4月10日、イギリス海軍の駆逐艦がナルヴィク港に奇襲攻撃をかけ、第1次ナルヴィク海戦が発生した。この時、「ヘルマン・キュンネ」はナルヴィク港内でタンカーから給油を受けていた。「ヘルマン・キュンネ」の近くにいた駆逐艦「アントン・シュミット」に魚雷が命中して爆沈、その影響で「ヘルマン・キュンネ」は一時的に航行不能となった。この海戦でドイツ軍は2隻の駆逐艦を失った。

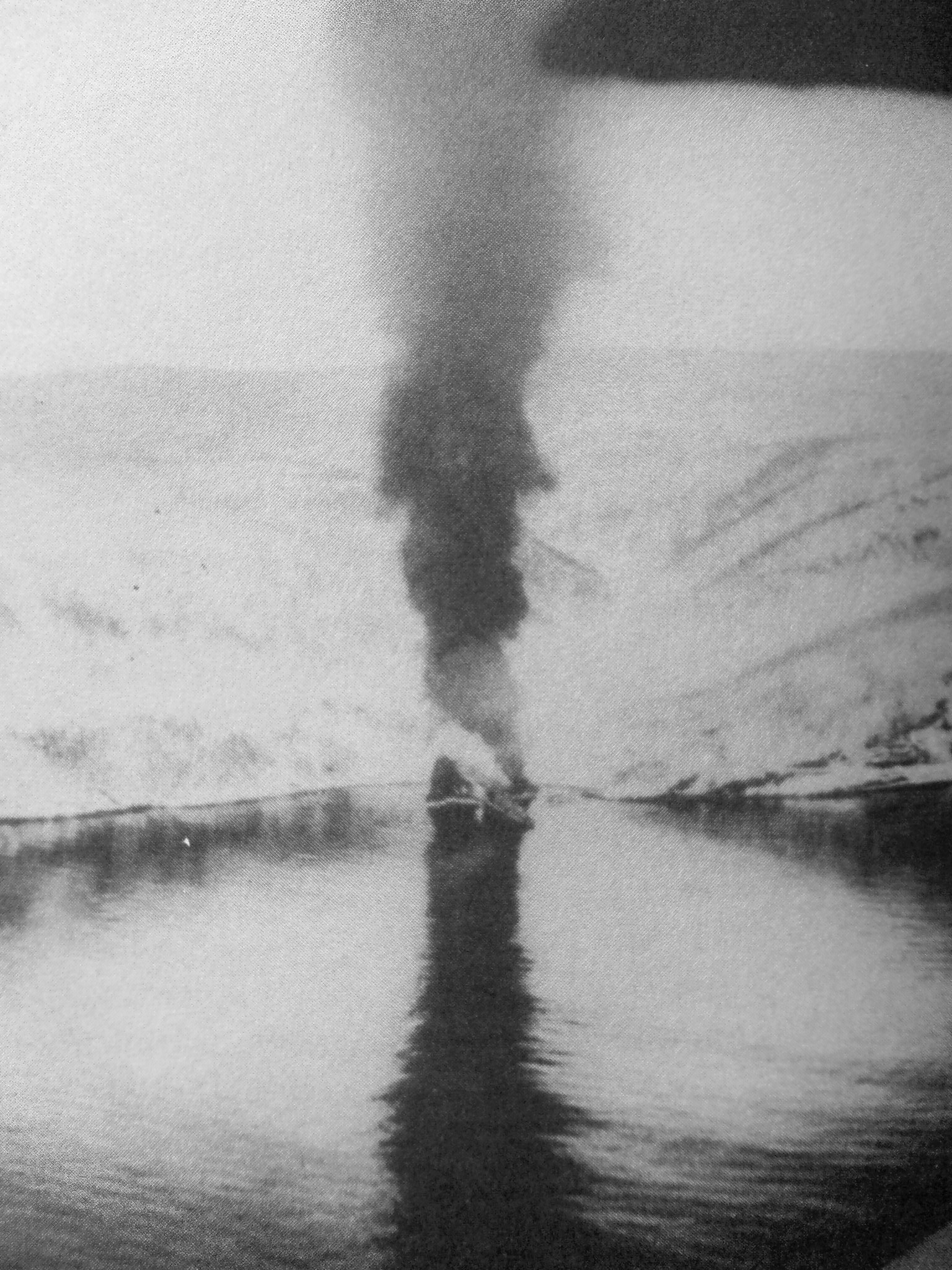
1940年4月13日、炎上するZ19 ヘルマン・キュンネ

4月13日、イギリス軍による攻撃が再び行われ、再び戦闘が行われた。この第2次ナルヴィク海戦で残るドイツ軍の駆逐艦8隻すべてが失われた。「ヘルマン・キュンネ」は最後はヘリヤンクスフィヨルドで自沈した。

### 残骸

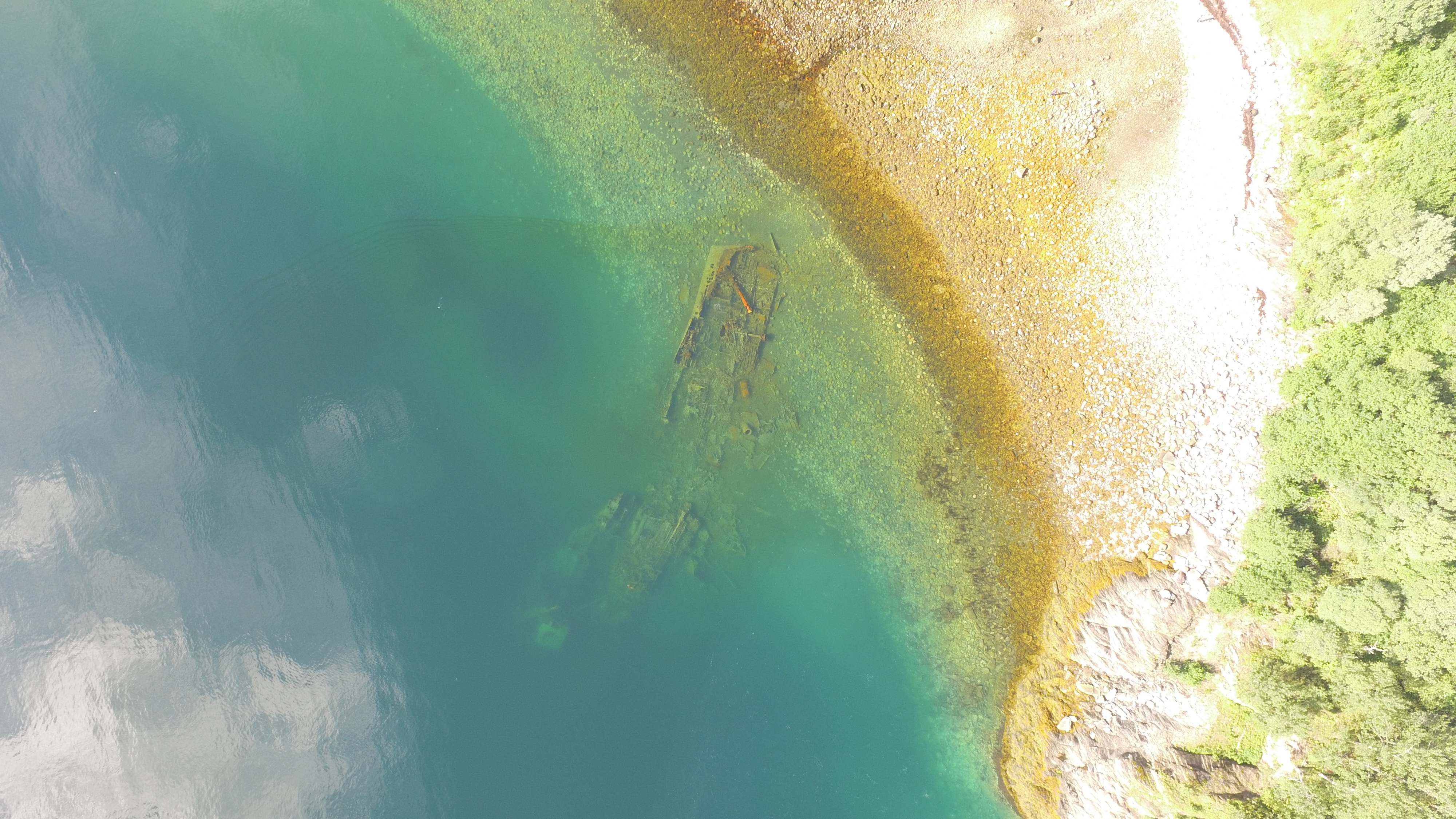
2018年のZ19 ヘルマン・キュンネの残骸

この船は第二次世界大戦後部分的に解体され、一部は取り残されたままである。残骸は右舷側の水深0m～37m(127フィート)の間に沈んでいる。1999年の調査で残骸に重油が残っていないことが判明した。沈没船の位置は比較的アクセスしやすいところにあり、沈没船ダイビングも許可されている。